# Moseltor

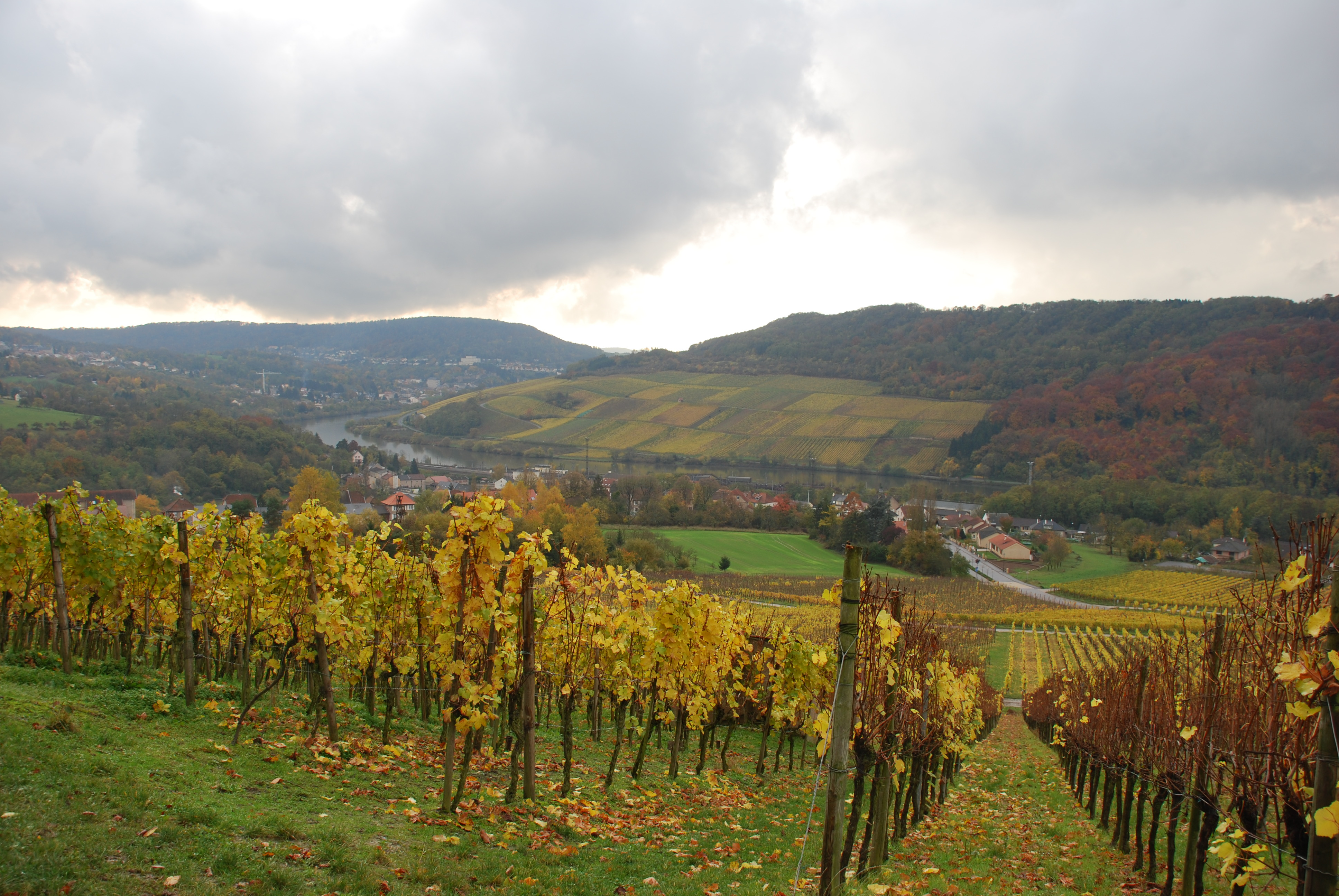
Blick auf das Dreiländereck: Im Hintergrund Frankreich, rechts der bewaldete Moselhang in Luxemburg, vorn Weinberg in Perl

Moseltor ist der südlichste und mit 125 ha kleinste der sechs Bereiche im Weinanbaugebiet Mosel. Als einziger Bereich an der Mosel besteht der Bereich Moseltor aus nur einer Großlage, der Schloß Bübingen, die in die sechs Einzellagen 
- Perler Hasenberg,
- Perler St. Quiriniusberg,
- Sehndorfer Klosterberg,
- Sehndorfer Marienberg,
- Nenniger Schloßberg und
- Nenniger Römerberg

aufgeteilt ist. Innerhalb des Gebietes, das nur auf der Fläche des Saarlands liegt, befinden sich die drei Gemeinden Perl, Nennig und Sehndorf. Im Unterschied zum Moseltal, in dem geologisch der Schiefer dominiert, gehört das Moseltor zum sogenannten Gutland, dessen Klima mild und gemäßigt ist und dessen ertragreiche Böden kalkhaltige und lehmige Sedimentformationen mit Muschelkalk, Keuper und Lias enthalten.
2009 waren die Weinberge zu 26 % mit Elbling, 15 % Ruländer, 14 % Auxerrois und zu 13 % mit Weißburgunder bepflanzt. Darüber hinaus wird noch Müller-Thurgau und Spätburgunder angebaut. Riesling ist im Gegensatz zu den anderen Bereichen an der Mosel mit nur etwa 6 % der Fläche am wenigsten vertreten. 99,5 % der Fläche ist als QbA klassifiziert, nur 0,5 % werden als Saarländischer Landwein vermarktet. Die Weinbergrolle wird in Merzig geführt. Außer an der Mosel gibt es keinen nennenswerten Weinbau im Saarland.